# Бараолт
Барао́лт (рум. Baraolt, венг. Barót) — город в Румынии в составе жудеца Ковасна.

## История
Населённый пункт в этих местах впервые упоминается в документе 1224 года под названием «Boralt».
В 1802 году населённый пункт сильно пострадал от землетрясения.
Во время Венгерской революции здесь 30 декабря 1848 года состоялось сражение между повстанческими войсками, руководимыми Игнацем Хорватом и Шандором Галем, и имперскими войсками под руководством майора Хейде.
В 1968 году населённый пункт получил статус города.

## Известные уроженцы
- Давид Бароти (1739—1819) — венгерский переводчик и поэт
- Лайош Бароти (1914—2005) — венгерский футболист и тренер